# 山田郡 (香川縣)
山田郡（日语：／ Yamada gun */?）為過去隸屬日本讚岐國的郡，廢藩置縣後屬香川縣，已於1899年與三木郡合併為木田郡。
過去的轄區現皆已全數被併入高松市。

## 歷史
江戶時代屬於高松藩。1871年廢藩置縣後，最初屬於高松縣，但不到一年內，被整併為香川縣所屬。1873年後，陸續又被整併為名東縣、香川縣、愛媛縣，直到1888年才最終確定屬於再次恢復設置的香川縣。
根据《旧高旧领取调帐》中记载，明治初期辖有：庵治滨村、庵治陆村、木太村、夷村、春日村、富冈村、西潟元村、东潟元村、屋岛村、古高松村、新田村、西前田村、东前田村、山崎村、西元山村、东元山村、六条村、下林村、上林村、三谷村、高野村、上田井村、下田井村、小村、北龟田村、南龟田村、西十川村、东十川村、坂元村、池田村、东植田村、西植田村、菅泽村。（33村）

### 年表
- 1874年：调整行政区划。（29村）
  - 庵治滨村、庵治陆村合并为庵治村。
  - 西元山村、东元山村合并为元山村。
  - 夷村被并入木太村，富冈村被并入春日村。

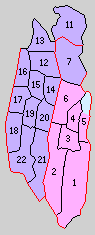
山田郡最初轄下行政區劃：11.庵治村 12.古高松村 13.潟元村 14.前田村 15.川添村 16.木太村 17.林村 18.三谷村 19.坂之上村 20.十河村 21.東植田村 22.西植田村。（紫色：現屬高松市）

- 1890年2月15日：實施町村制，山田郡下轄：庵治村、古高松村、潟元村、前田村、川添村、木太村、林村、三谷村、坂之上村、十河村、東植田村、西植田村。（12村）
  - 庵治村（单独村制）
  - 古高松村 ← 古高松村、春日村、新田村
  - 潟元村 ← 屋岛島村、东潟元村、西潟元村
  - 前田村 ← 东前田村、西前田村、北龟田村
  - 川添村 ← 元山村、山崎村、下田井村
  - 木太村（单独村制）
  - 林村 ← 下林村、上林村、六条村
  - 三谷村 ← 三谷村、高野村（一部）
  - 坂之上村 ← 坂元村、上田井村、高野村（大部分）
  - 十河村 ← 东十川村、西十川村、小村、南龟田村
  - 东植田村 ← 東植田村、菅泽村
  - 西植田村 ← 西植田村、池田村
- 1899年4月1日：與三木郡合併為木田郡。